# Euchromius gnathosellus
Euchromius gnathosellus là một loài bướm đêm trong họ Crambidae.